# 北海道立総合研究機構農業研究本部上川農業試験場
地方独立行政法人北海道立総合研究機構農業研究本部上川農業試験場（ちほうどくりつぎょうせいほうじんほっかいどうりつそうごうけんきゅうきこうのうぎょうけんきゅうほんぶかみかわのうぎょうしけんじょう）は、北海道内の農業に関する試験研究等を行うために設置された、地方独立行政法人北海道立総合研究機構の試験研究機関である。

## 概要
地方独立行政法人北海道立総合研究機構が設置する農業試験研究機関であり、稲作に関する研究のほか、上川、留萌振興局管内における地域対応研究を担当する。

## 沿革

### 本場
- 1886年 - 忠別農作試験場が上川郡忠別太（現・旭川市神居）に設置される。
- 1887年 - 樺戸集治監忠別出張所に業務が引き継がれる。
- 1889年 - 忠別川右岸の上川市街予定地（後の旭川村(現・旭川市)1条）に再び設置される。
- 1890年 - 旭川村が置村される。上川農事試作場に改称される。
- 1897年 - 旭川村（現・旭川市）6条に移転する。
- 1901年 - 北海道庁地方農事試験場に改称される。
- 1904年 - 上川郡永山村（現・旭川市永山）に移転する。
- 1908年 - 北海道庁立上川農事試験場に改称される。
- 1910年 - 国費へ移管され、北海道農事試験場上川支場となる。
- 1942年 - 北海道農業試験場上川支場に改称される。
- 1950年 - 北海道へ移管され、北海道立農業試験場上川支場となる。
- 1958年 - 士別市の北海道立農業試験場原々種農場士別支場に畑作課を併置する。
- 1964年 - 本支場制を改め、北海道立上川農業試験場となる。原々種農場士別支場が廃止され、畑作課が単置となる。
- 1994年 - 士別市の出先も含めて上川郡比布町に移転する。
- 2010年 - 地方独立行政法人北海道立総合研究機構の設立により北海道から移管され、名称を「地方独立行政法人北海道立総合研究機構農業研究本部上川農業試験場」と改める。

### 天北支場
- 2006年 - 旧天北農業試験場が上川農業試験場天北支場となる。
- 2018年 - 酪農試験場（根釧農業試験場を改称）に所属が変更され、その天北支場となる。

### 北海道庁地方農事試験場
上川農業試験場は、かつて1901年より1910年まで北海道庁所管の農事試験場の本場として機能し、分場等を保有した。これらは一定の方針に基づく秩序ある試験研究を行う目的により、1910年に国費（北海道拓殖費）に移され北海道農事試験場の支場となった。
- 1901年 - 上川農事試作場が北海道庁地方農事試験場に改称される。分場として十勝分場（旧十勝農事試作場）、白石分場（旧上白石農事試作場）、白石分場附属真駒内試験地（旧上白石農事試作場真駒内分場）をおく。
- 1902年 - 白石分場および附属真駒内試験地を廃止する。
- 1907年 - 北見分場が設置される。
- 1908年 - 本場が北海道庁立上川農事試験場に、北見分場が同北見分場に、十勝分場が北海道庁立十勝農事試験場に、それぞれ改称される。
- 1909年 - 北海道庁立渡島農事試験場が設置される。
- 1910年 - すべてが国費へ移管され、北海道農事試験場上川・十勝・北見・渡島支場となる。

## 育成品種
水稲
坊主5号、富国、水稲農林20号、栄光、シンセツ（新雪）、フクユキ、しおかり、イシカリ、きらら397、ほしのゆめ、ゆめぴりか（以上粳種）、かむいもち、たんねもち、風の子もち、しろくまもち（以上糯種）